# ريتشارد يونغ (ممثل)
ريتشارد يونغ (بالإنجليزية: Richard Young)‏ هو ممثل أمريكي، ولد في 24 ديسمبر 1955 في الولايات المتحدة.

## أعمال

### أفلام
- (1985)  بداية جديدة
- (1989) إنديانا جونز والحملة الأخيرة[4]

## وصلات خارجية
- ريتشارد يونغ على موقع IMDb (الإنجليزية)
- ريتشارد يونغ على موقع ألو سيني (الفرنسية)
- ريتشارد يونغ على موقع أول موفي (الإنجليزية)
- ريتشارد يونغ على موقع قاعدة بيانات الأفلام السويدية (السويدية)
- ريتشارد يونغ على موقع قاعدة بيانات الفيلم (الإنجليزية)
- ريتشارد يونغ على موقع كينوبويسك (الروسية)